# Levin Lamm
Levin Aron Moses Lamm, född omkring 1741 i Altona, död 20 mars 1808 i Stockholm, var en judisk kattunstryckare verksam i Stockholm. Han var far till Aron Levi Lamm och Salomon Ludvig Lamm.
Levin Lamm var ursprungligen tapetfabrikant i Altona, men anställdes 1777 som mästare hos M. A. Henriques vid en tapetfabrik i Köpenhamn. 1785 startade Lamm en egen tapetfabrik i Köpenhamn men tvingades stänga den sedan judar förbjudits att uppehålla sig i Danmark. 1788 slog han sig i stället ned i Stockholm, där han blev mästare hos tapetfabrikanten Jakob Isaac vid Marieberg. Han anställdes samma år hos Jacob Marcus i Norrköping vid dennes kattunstryckeri. 1793 blev han dennes kompanjon. Levin Lamm lämnade 1799 Norrköping och tog anställning hos brodern David Moses Lamms kattunsfabrik vid Blecktornet i Stockholm. Han var föreståndare för israelitiska sjukhjälps- och begravningssällskapet Chevra kadisha vid Mosaiska församlingen i Stockholm.